# Правителство на Огнян Герджиков
Правителството на Огнян Герджиков е деветдесет и петото правителство на Република България (петото служебно). То е назначено на 27 януари 2017 г. от президента Румен Радев.

## Кабинет
В състава му влизат следните 20 министри:
| министерство                                    | име | име              | партия     |
| ----------------------------------------------- | --- | ---------------- | ---------- |
| министър-председател                            |     | Огнян Герджиков  | НДСВ       |
| заместник министър-председател1, здравеопазване |     | Илко Семерджиев  | СДС        |
| заместник министър-председател2, отбрана        |     | Стефан Янев      | безпартиен |
| заместник министър-председател3                 |     | Малина Крумова   | безпартиен |
| заместник министър-председател4                 |     | Деница Златева   | БСП        |
| икономика                                       |     | Теодор Седларски | безпартиен |
| енергетика                                      |     | Николай Павлов   | безпартиен |
| регионално развитие и благоустройство           |     | Спас Попниколов  | безпартиен |
| вътрешни работи                                 |     | Пламен Узунов    | безпартиен |
| финанси                                         |     | Кирил Ананиев    | ГЕРБ       |
| труд и социална политика                        |     | Гълъб Донев      | безпартиен |
| транспорт, информационни технологии и съобщения |     | Христо Алексиев  | безпартиен |
| образование и наука                             |     | Николай Денков   | безпартиен |
| правосъдие                                      |     | Мария Павлова    | безпартиен |
| външни работи                                   |     | Ради Найденов    | безпартиен |
| култура                                         |     | Рашко Младенов   | безпартиен |
| младеж и спорт                                  |     | Даниела Дашева   | безпартиен |
| земеделие и храни                               |     | Христо Бозуков   | безпартиен |
| околна среда и води                             |     | Ирина Костова    | безпартиен |
| туризъм                                         |     | Стела Балтова    | безпартиен |

- 1: – отговарящ за социалната политика.
- 2: – отговарящ за вътрешния ред и сигурността.
- 3: – отговарящ за средствата от Европейския съюз.
- 4: – отговарящ за подготовката на българското председателство на Съвета на ЕС – 2018;